# Вишній Дубовець
Ви́шній Дубове́ць —  село в Україні, у Закарпатській області, Тячівському районі.

## Географія
Через село тече річка Дубовець, ліва притока Тересви.

## Назва села
Вперше згадується у 1898 як Felső-Dombó. Далі згадується: 1907 — Felsőpatakvölgy (Hnt.), 1913 — Felsőpatakvölgy (Hnt.), 1918 — Felsőpatakvölgy (Hnt.), 1944 — Felsődubovec, Вышний Дубовец (Hnt.), 1983 — Вишній Дубовець, Вышний Дубовец (ZO). 1864 Višni Dubovec patak (Sebestyén 2008: 190), 1864  felsö Dubovec völgy (Pesty), Дубовець Вышный (SHU. 105). 

## Історія міні-ГЕС
Малу гідроспоруду збудували працівники місцевого колгоспу «ДТСАРМ» ще в середині 1950-х років на річках Вишній Звур та Тересва. Розміщувалася споруда у частині села Вишній Дубовець (Гамор) і це була перша станція, що давала світло, хоч й тимчасово, у оселі дубівчан.
Зі слів Михайла Юрійовича, до 50-х років місцеві мешканці використовували для освітлення осель у темну пору доби свічки та парафінові лампи. Аби полегшити побут селянам та посприяти у роботі колгоспу, було вирішено спорудити міні-ГЕС. Таку споруду зголосились змайструвати місцеві майстри Фунер і Йосип Трайтлі (який мав кличку Колесар). Працювали над її запуском також дубівчани Костянтин Чендей, Юрій Футько, Василь Цубера. Будівництво гідроелектростанції тривало більше року.
Як пригадує Михайло Бігунець, принцип роботи міні-ГЕС був такий: з гірського потічка Вишній Звур було прокладено трубохід, який проходив повз сільське кладовище, а далі через дорогу аж до берега вже річки Тересва, там, поблизу транспортного мосту, знаходилася основна частина споруди. Тож річкові води з потічка рухаючись через цей трубохід, впадали з висоти 20-30 метрів у річку Тересва, і приводили у рух турбіни.
Про функціонування малої електростанції на території Дубового пригадує й головний лікар КЗ «Дубівська РЛ №2» Микола Бігунець. Він зазначає, що станція подавала струм тільки за графіком, по кілька годин на день, і то не по всьому населеному пункті.
Потужність цієї міні-ГЕС була невеликою, однак для населення це була велика подія. Адже у селі нарешті загорілась «лампочка Ілліча», - пригадує Михайло Бігунець.
Згадки про міні-ГЕС зустрічаються й у тогочасній місцевій пресі. Так, у газеті «Червона трибуна» було надруковано статтю, де йдеться, що колгоспна міні-ГЕС у Дубовому була запущена у 1955 році. Вона давала струм для 650 будинків, установ та організацій села.

## Храми

### Свято-предтеченський чоловічий монастир
Засновано монастир ігуменом Боголіпом (Церковник) у 1925 році. Храм контролюється РПЦвУ.
Коли о. Боголіп повернувся з Росії після першої світової війни в сані ієромонаха і його було призначено священиком в село Бедевлю, то селяни Дубового на чолі з настоятелем свого храму ієромонахом Николаєм (Мадар) вирішили побудувати в своєму селі чоловічий монастир. Отець Боголіп запалився цією ідеєю і в 1925 році одержав від архієпископа Савватія дозвіл на будівництво. Федір Цубера пожертвував під монастир свій земельний наділ за два кілометри на південний схід від Дубового в урочищі Вишній Дубовець. Крім землі, він подарував монастиреві й свій будинок, у якому поселилися о. Боголіп та ще 6 послушників (майбутні ієромонахи Сергій (Стойка), Йов (Отойка), Яків (Попович), Серафим (Гайналь), Ігнатій (Чокин). На чолі їх стояв ієромонах Николай (Мадар), бо отець Боголіп обслуговував село Бедевлю та і духовно, і матеріально допомагав у будівництві обителі.
Ченці в 1925 році збудували невеличку церкву, а восени 1926-го обитель навідав архієпископ Савватій, освятив новозбудовану церкву і постриг у мантію послушників монастира.
У 1927 році ченці збудували новий дерев'яний корпус на 14 келій та господарські приміщення.
Монастир у Дубовому проіснував до 1929 року. Тоді чехословацьким урядом було затверджено юрисдикцію Сербської православної церкви на Закарпатті, тому юрисдикція владики Савватія відпала. На Закарпаття прибув єпископ Дамаскин, і о. Боголіп звернувся до нього з проханням перевести його з Бедевлі у Дубове, у побудований ним монастир. Але владика наказав перевести монастир разом із братією з Дубового в Бедевлю.
Отець Боголіп розпочав шукати в Бедевлі місце під монастир і знайшов таке за два кілометри на північний захід від села в урочищі "Горби". Як і в Дубовому, у Бедевлі знайшлися благочестиві люди, які всіляко допомагали монастиреві. Так, житель села Іван Тіводар (сільське прізвисько Пальчик) подарував під будівництво церкви земельну ділянку. А коли будівництво було документально оформлено, о. Боголіп докупив на пожертвування людей ще невеличку ділянку землі; у 1928 році там збудували для братії невеликий будиночок і при ньому домову церкву, після чого всі ченці з Дубового перейшли в Бедевлю продовжувати своє аскетичне життя.
У 1940 році з дозволу єпископа Володимира, архімандрит о. Боголіп разом з ієромонахом Інокентієм (Чопик) перевіз з Дубового і монастирську церкву. Було збудовано ще один корпус для ченців. В 1953 році проживало в монастирі тоді 12 ченців: схиархимандрит Боголіп (Церковник), ігумен Василій (Пронін), ігумен Владімір (Пронін), ієромонах Інокентій (Чопик), ієромонах Серафим (Гайналій), ієромонах Сергій (Стойка), ієромонах Дармидонт (Андрешко), ієромонах Іов (Стойка), ієромонах Макарій (Сливка), ієромонах Феодосій (Сочка), ієромонах Тріфон (Чопей), монах Яков (Попович), монах Захарій (Воронович), монах Афанасій (Ковач) та послушники: Василій (Шпортень), Іван (Гасинець), Михаіл (Руснак), Петро (Сметанюк), Юрій (Балаж), які займалися домашнім господарством на монастирській землі і своєю працею поліпшували благоустрій обителі. В 1959 році обитель була закрита. У 1990 році почалося відродження монастиря.
З благословінням намісника Свято-Троїцького чоловічого монастиря архимандрита Єфрема було відправлено для відновлення 6 ченців на чолі з ієромонахом Іовом (Стець). Цього ж року було збудовано основу (фундамент) під великий храм. Зараз в монастирі збудовано великий храм на честь Іоанна Хрестителя і зимній храм на честь Божої Матері Почаївської. Йде будівництво житлового корпусу із трапезним храмом. В монастирі налічується 16 чоловік із них намісник монастиря архімандрит Іов (Стець) благочинний, ігумен Яков (Стець), духовник монастиря ігумен Геннадій (Гарматюк), ризничний ієродиякон Венедикт (Хромей), монах Аліпій (Комарницький), монах Іларіон (Деяк), монах Паісій (Роман), послушники Павло, Іван, Михаіл, Василій, Іван.